# Nian

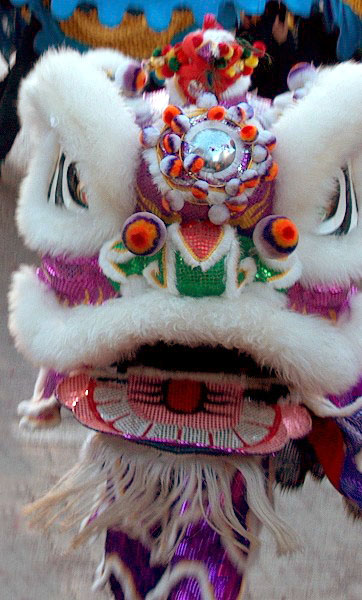
La Danza del leone della Cina del sud, rappresentante il Nian

Nella mitologia cinese, il Nian (年獸T, 年兽S, nián shòuP) è un mostro che vive negli abissi marini oppure sulle montagne. Esso compare una volta ogni primavera, oppure intorno alle giornate del Capodanno cinese, per attaccare la gente, tra cui predilige i bambini. Il Nian è sensibile ai rumori troppo forti, ed ha paura del colore rosso. Dalla leggenda del Nian è derivata la Danza del leone cinese, nata secondo tradizione da un modo pensato dal popolo per ricacciare il mostro nei segreti luoghi da dove proveniva. È per questo che nella tradizionale danza si emettono rumori forti battendo tamburi, piatti e ciotole, e facendo esplodere dei fuochi d'artificio. In alcune zone si crede ancora all'esistenza del Nian, che però rimane confinato nelle giungle e nelle montagne inaccessibili e non si mostra mai agli esseri umani.

## Tradizioni
Le tradizioni del Capodanno cinese di usare decorazioni rosse, far esplodere fuochi d'artificio ed esibirsi nella Danza del leone derivano dalle usanze del popolo per scacciare il mostro, completate dalla tradizione di esporre una coppia antitetica su uno stendardo che veniva apposto sulle porte delle case, per evitare che il mostro tornasse. Segni di protezione contro il Nian sono anche la tradizione di vestirsi di rosso e scambiarsi lettere con buste rosse.
La parola cinese che indica il Nian ha anche il significato di anno, ed è per questo che una delle tipiche frasi di augurio durante i festeggiamenti del Capodanno cinese è guo nian (cinese tradizionale: 過年; cinese semplificato: 过年; pinyin: guò nián), che significa che la bestia trapassi.

## La Danza del Leone
La Danza del leone è la tradizionale danza, solitamente effettuata da artisti marziali o acrobati. Uno o più danzatori indossano un grande costume da bestia, tenendo in alto la testa, ed uno o più personaggi rappresentanti esseri umani danzano intorno al mostro. Sebbene la danza sia comunemente chiamata "danza del leone", il mostro rappresentato spesso non è un leone, ma un Rui Shi (cinese tradizionale: 瑞獅; cinese semplificato: 瑞狮; pinyin: ruì shī) o cane Fu nella Cina del nord, ed un Nian nella Cina del sud. La danza del leone nelle regioni cantonesi è spesso una rappresentazione di una leggenda, secondo la quale il dio Budai avrebbe domato il Nian.

## Galleria d'immagini

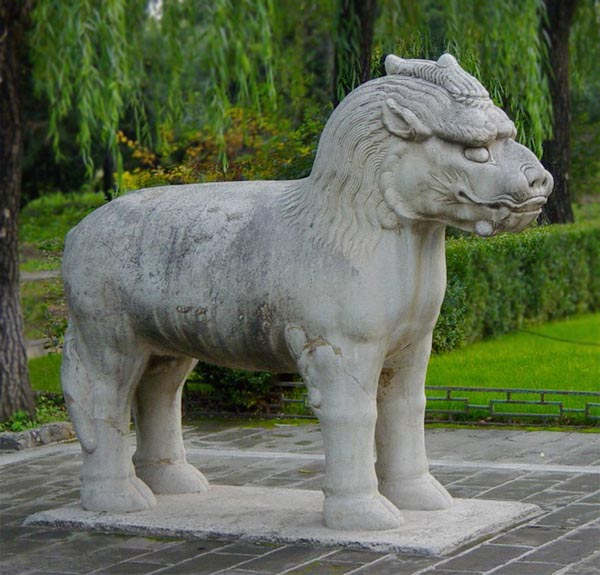
Un Nian in stile del sud, in forma di leone, unicorno e bue (periodo Ming)
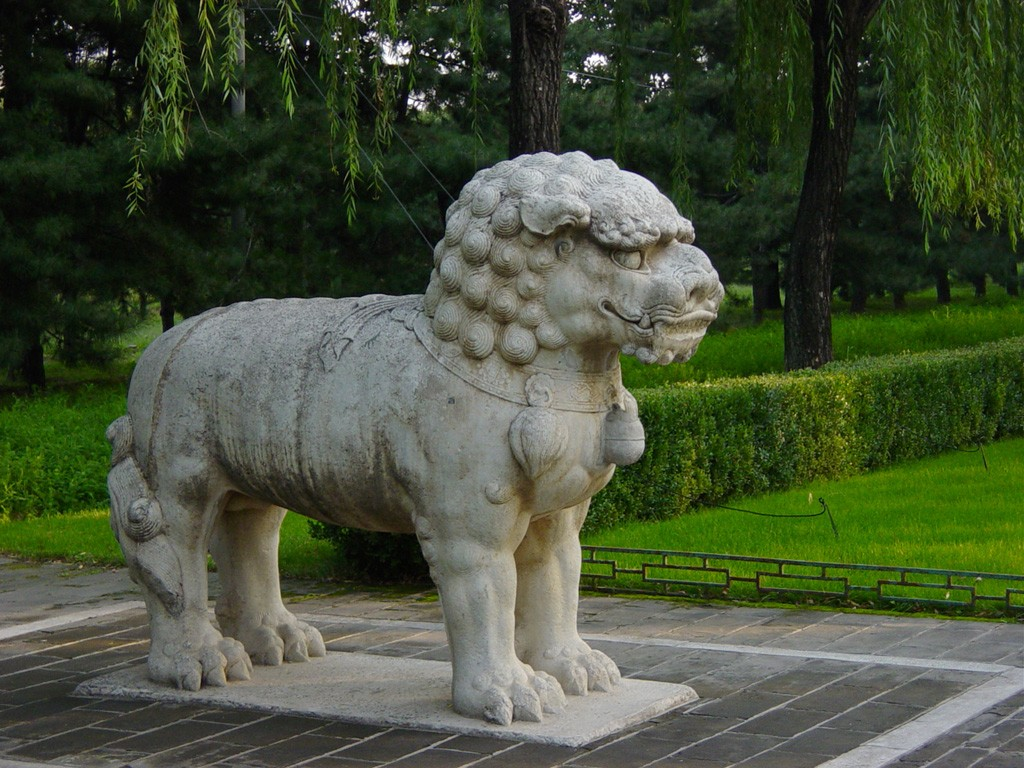
Un Nian in stile del nord durante la Dinastia Ming, collocato nel sentiero sacro verso le tombe imperiali della dinastia